# Haedropleura ryalli
Haedropleura ryalli é uma espécie marinha de gastrópode da família Horaiclavidae. É endémica do Golfo da Guiné, próximo à ilha de São Tomé, São Tomé e Príncipe.